# Monica Reyes
Monica Reyes (ur. w 1960 w Austin) – fikcyjna agentka FBI, bohaterka serialu Z Archiwum X, odtwarzana przez Annabeth Gish.

## Opis postaci
Reyes urodziła się w Teksasie, lecz została adoptowana przez meksykańską rodzinę i wychowała się w ich ojczyźnie, w tradycji katolickiej. Dzięki temu mówi płynnie po hiszpańsku. Z powodu jej zainteresowania numerologią podejrzewa, że jest reinkarnacją duszy osoby, która zmarła w 1960 roku. Jej rodzice zastępczy nadal żyją w Meksyku. Reyes nigdy nie odnalazła swoich biologicznych rodziców. Monica studiowała na Brown University i uzyskała dyplom z religioznawstwa. W 1990 roku wstąpiła do FBI. Dzięki swoim zainteresowaniom i wiedzy stała się specjalistką od morderstw rytualnych. Trzy lata później prowadziła dochodzenie w sprawie porwania 7-letniego Luke'a Doggetta, syna oficera policji Johna Doggetta. Monica była wówczas w związku ze swoim przyszłym przełożonym, Bradem Follmerem. Po zerwaniu przeniosła się do Nowego Orleanu. Krótko przed przyjazdem do Waszyngtonu odwiedziła Gdańsk, gdzie nauczyła się łaciny.
W 2001 roku na prośbę Doggetta przeniosła się do Archiwum X i zaczęła z nim współpracować. Monica podziela poglądy Muldera na UFO, czym często wprowadza Doggetta w zakłopotanie. Aby pomóc agentce Scully się ukryć i urodzić dziecko, zabiera ją do małego miasteczka – Democrat Hot Springs. Potem Reyes zeznaje na procesie Muldera i pomaga jemu i Danie uciec.
Pozostaje w przyjacielskich relacjach ze Scully.